# Licenza PHP
La licenza PHP (PHP License) è la licenza sotto cui è distribuito software PHP.
La licenza PHP, secondo la Free Software Foundation è una licenza libera non copyleft, ed è approvata come licenza open source dalla Open Source Initiative. Non è compatibile con la GPL per via delle restrizioni sull'uso del termine PHP. La licenza PHP è progettata per incoraggiare la diffusione del codice sorgente. Lo Zend Engine, interprete che si occupa di compilare ed eseguire gli script PHP, viene rilasciato sotto licenza Zend Engine(Zend Engine License) molto simile alla licenza PHP.

## Termini della licenza
È possibile ridistribuire sia il codice sorgente che i file binari, con o senza modifiche, alle seguenti condizioni:
1. Le redistribuzioni del codice sorgente devono contenere il sopraindicato avviso sul copyright, inoltre questa lista di condizioni ed la seguente disclaimer.
2. Le redistribuzioni in forma binaria devono contenere il sopraindicato avviso sul copyright, inoltre questa lista di condizioni e il seguente disclaimer, nella documentazione e/o in altri materiali forniti con la distribuzione.
3. La sigla "PHP" non deve essere utilizzata per firmare o promuovere prodotti derivati da questo software senza previa autorizzazione scritta.
4. I prodotti derivati da questo software non possono essere chiamati "PHP", e nemmeno  "PHP" deve apparire nel loro nome, senza previa autorizzazione scritta. Si può indicare che il software lavora in congiunzione con PHP, nominandolo "Foo per PHP", invece di chiamarlo "PHP Foo" o "phpfoo".
5. Di volta in volta il Gruppo PHP può pubblicare rivisitazioni e/o nuove versioni della licenza. Ad ogni versione sarà assegnato un numero di versione distintivo. Una volta che il codice è stato pubblicato sotto una particolare versione della licenza si potrà sempre utilizzare sotto i termini di quella versione. Si potrà anche scegliere di utilizzare tale codice sotto i termini di tutte le seguenti versioni della licenza pubblicate dal Gruppo PHP. Nessun altro ha il diritto di modificare i termini applicabili al codice creato sotto questa licenza.
6. Le redistribuzioni in qualsivoglia forma devono contenere il seguente riconoscimento:"This product includes PHP software, freely available from <http://www.php.net/software/>"Disclaimer: Questo software viene fornito dal team di sviluppo PHP "così com'è" senza garanzie di alcun tipo, espresse o implicite, ivi inclusi, a titolo esemplificativo non esaustivo, le garanzie implicite di commerciabilità e idoneità per uno scopo particolare. In nessun caso il team di sviluppo PHP o i suoi collaboratori saranno responsabili per qualsiasi danno diretto, indiretto, accidentale, speciale, esemplare o consequenziale (ivi inclusi, a titolo esemplificativo non esaustivo, necessità e costi dell'approvvigionamento di beni o servizi sostitutivi, impossibilità di utilizzo, perdita di dati o mancati profitti, o interruzione dell'attività), causato in qualunque modo o a qualsiasi titolo di responsabilità, sia essa contrattuale, responsabilità oggettiva o extracontrattuale (per negligenza o altra causa), derivante in qualsiasi modo dall'uso di questo software, anche se avvisati del possibile verificarsi di tali danni.

## Cambio di licenza
La versione 3 di PHP era sotto doppia licenza: il codice sorgente di PHP 3 era disponibile sia sotto la licenza PHP che sotto la GNU General Public License (GPL). Da PHP 4 la GPL è stata abbandonata; gli sviluppatori motivano questa scelta con il fatto che GPL applica molte restrizioni su cosa non può essere fatto con il codice concesso nella licenza.  Gli sviluppatori PHP hanno deciso di rilasciare PHP con una licenza molto più ampia (stile Apache), per aiutare PHP a diventare il più popolare possibile.